# Call of Duty: Black Ops Cold War
Call of Duty: Black Ops Cold War é um jogo eletrônico de tiro em primeira pessoa desenvolvido pela Treyarch e Raven Software e publicado pela Activision. É o quinto jogo da série Black Ops, e o décimo sétimo jogo da série Call of Duty ao todo. Serve como uma sequência direta de Call of Duty: Black Ops (2010) e uma prequela direta de Call of Duty: Black Ops II (2012). Call of Duty: Black Ops Cold War foi lançado em 13 de novembro de 2020.
A revelação mundial da campanha foi em 26 de agosto de 2020, enquanto o do multiplayer chegou em 9 de setembro.
Black Ops Cold War se passa nos anos 1980 da Guerra Fria. A campanha segue Russell Adler, um operador da CIA, em perseguição com um suposto espião soviético, Perseus, cujo objetivo declarado é subverter os Estados Unidos e inclinar o equilíbrio de poder em direção à União Soviética.

## Jogabilidade

### Campanha
Call of Duty: Black Ops Cold War se passa durante a Guerra Fria no início dos anos 80. A história é inspirada em eventos reais e a campanha passa por locais emblemáticos como Berlim Oriental, Vietnã, Turquia, e a sede da KGB soviética. Jogadores podem criar um personagem personalizado para a campanha, codinome Bell, com opções para com diferentes tons de pele, antecedentes étnicos e gêneros, assim como diferentes traços de personalidade que fornecem vantagens em jogo. A campanha também tem multiplos finais, dependendo da escolha do jogador durante a campanha.

### Multijogador
Multijogador possui novos modos e jogos e modos retornando, assim como mapas que acomodam tanto o formato tradicional 6v6, quanto o combate 12v12. O jogo também introduziu um novo modo de jogo chamado "Fireteam", o qual pode suportar até 40 jogadores. A função de Criar Uma Classe usa um sistema similar ao usado em Modern Warfare com duas grandes diferenças: melhorias de campo são implementadas como parte de cada classe, e cada classe possui uma escolha de curinga para mais acessórios primários, mais vantagens, mais equipamento de granada ou misturar e combinar qual arma/tipo de vantagem em qualquer slot. Também terá suporte a jogabilidade multiplataforma. Em adição, o sistema de progressão para o multijogador será integrado com Call of Duty: Warzone, significando que equipamentos e armas desbloqueados em Cold War poderão ser usados em Warzone e vice-versa.

### Zumbis
O modo Zumbi de Black Ops Cold War possui uma nova storyline chamada de "Éter Sombrio" que expande a atual história do Éter, concluída em Black Ops 4, enquanto se funde à narrativa principal da campanha. Ao invés de jogar com personagens predefinidos, jogadores podem escolher Operadores do Multijogador, como parte de um equipe de resposta da CIA codinome "Requiem". Progressão e loadouts do Multijogador são compartilhados com Zumbis, e jogadores poderão qualquer arma para começar uma partida de Zumbis, junto com o Armeiro, séries de pontuação e melhorias de campo, em adição com mecânicas já conhecidas como compras da parede, a Caixa do Mistério, Soco-em-Lata e antigas Vantagens favoritas. Pela primeira vez em Zumbis, jogadores podem optar por "deixar" o mapa, o que os colocará em uma onda difícil com maior nascimento de inimigos que eles devem sobreviver antes de escapar. Um novo modo de jogo, Zombies Onslaught, foi introduzido exclusivamente para jogadores de PlayStation até 3 de novembro de 2021. Nesse modo, o qual será jogado em mapas do Multijogador, até 2 jogadores defendem áreas protegidas pela orbe do Éter Sombrio, a qual deve ser alimentada com mortes de zumbis. Mortes suficientes moverão a orbe para novas posições, forçando os jogadores a se mover ou morrer fora da zona de proteção da orbe.

## Sinopse

### Campanha
Em 1981, Russell Adler, Alex Mason, e Frank Woods são enviados para encontrar Qasim Javadi e Arash Kadivar por suas participações na crise dos reféns no Irã. Com inteligência obtida após interrogar Qasim, a equipe rastreia Arash até a Turquia. Arash gaba-se que Perseus era um dos responsáveis em organizar a crise dos reféns antes de ser executada. O Presidente dos EUA, Ronald Reagan, descobre informações sobre Perseus e a ameaça que ele simboliza aos Estados Unidos e autoriza uma operação clandestina para encontrá-lo. Jason Hudson e Adler recrutam Mason, Woods, Lawrence Sims, o operador do Mossad Eleazar "Lazar" Azoulay, a agente do MI6 Helen Park, e um agente conhecido apenas pelo codinome "Bell".
Em suas investigações, a equipe descobre que Perseus se infiltrou na Operação Greenlight, um programa americano ultrassecreto que plantou bombas de nêutrons em cada grande cidade europeia para impedir seu uso pelos soviéticos no caso de uma invasão. Temendo que Perseus use a rede de agentes adormecidos de Nikita Dragovich, a equipe se infiltra no quartel-general da KGB para recuperar uma lista de agentes adormecidos e cruzam com Lev Kravchenko e Imram Zakhaev. O time descobre que um cientista da Operação Greenlight é um dos agentes adormecidos e fugiu para Cuba. Esperando capturar Perseus lá, a equipe inicia uma invasão, mas um plano estragado por Bell resulta na morte de Lazar ou Park, ficando a critério de Bell em escolher quem salvar. Entretanto, eles descobrem que Perseus conseguiu roubar os códigos de detonação para cada bomba da Operação Greenlight, significando que ele pode devastar a Europa e colocar a culpa nos Estados Unidos.
Depois de ser resgatado, Bell é revelado como o segundo-em-comando de Perseus, sendo atingido por Arash na Turquia devido à sua inveja. Bell foi encontrado por Adler e sofreu uma lavagem cerebral para acreditar que era um agente da CIA e companheiro de Adler. Com o retorno das memórias de Bell, Adler o interroga para saber a localização de Perseus. Bell pode escolher se manter leal a Perseus e mentir para Adler, ou trair Perseus e revelar sua localização para a equipe.
Se Bell escolher se manter leal a Perseus, ele irá atrair a equipe para uma armadilha e matá-los com a ajuda de Perseus e o Exército Soviético antes de ativarem as bombas. Se Bell se recusa a matar a equipe, ele é executado por Adler, mas as bombas ainda são lançadas. A Europa é devastada pelas explosões e a opinião sobre os Estados Unidos despenca. A CIA é forçada a apagar a existência de Adler e sua equipe em um esforço para cobrir o envolvimento dos Estados Unidos na Operação Greenlight. Perseus gaba-se que seus agentes na Europa vão tomar vantagem do caos e se infiltrar em cada governo europeu e uní-los à União Soviética, enquanto seus agentes nos Estados Unidos continuam a enfraquecer o país.
Se Bell decidir trair Perseus e ajudar a CIA, ele, junto com sua equipe, invadem o QG de Perseus e destroem os transmissores necessários para enviar o sinal de detonação. Com a falha da Operação Greenlight, Perseus volta às sombras, apesar de Adler prometer continuar perseguindo-o e desmantelar sua rede de espiões. Depois, Adler leva Bell para uma conversa privada e agradece-o por ajudá-lo, assegurando-o que sua escolha de trair Perseus veio de sua vontade própria e que ele é um herói. Adler, então, admite que Bell deve ser eliminado como uma "ponta solta", já que, a essa altura, ele sabe de muitas coisas e era um aliado de Perseus no passado, possivelmente se configurando como uma ameaça aos Estados Unidos. Ambos então sacam suas armas, embora o resultado fique ambíguo.

### Zumbis
Após os eventos de "Tag der Toten", o sacrifício dos dois grupos Primis e Ultimis resultaram no fim do multiverso do Éter, enquanto um novo mundo único foi criado no lugar. Entretanto, elementos da dimensão do Éter Sombrio começaram a vazar nesse novo mundo.
Em 1983, o agente da CIA Grigori Weaver (Gene Farber) é contatado por uma mulher misteriosa chamada Sam, que o fornece informações da inteligência da KGB. Ele descobre por Sam que o Omega Group, uma equipe de pesquisa russa, está investigando uma instação alemã a qual os nazistas abandonaram após uma invasão de zumbis. Weaver reúne uma equipe, codinome Requiem, composta por vários operadores globais de elite, e envia-os para a instalação para prosseguir com as informações de Sam.

## Desenvolvimento
Em 18 de maio de 2019, Kotaku reportou que o desenvolvimento do jogo estaria em agitação, por conta de conflitos entre as desenvolvedoras Sledgehammer Games e Raven Software. Uma fonte relatou à Kotaku que o jogo estaria uma "bagunça". Em resposta, Activision indicou a Treyarch como desenvolvedora-chefe junto à Raven.
Em 4 de agosto de 2020, em sua chamada de ganhos trimestral, Activision confirmou que havia um novo Call of Duty em desenvolvimento a ser lançado em 2020 e que Treyarch e Raven seriam as desenvolvedoras-chefe do jogo. Será o primeiro Call of Duty desde Modern Warfare 3 a ser desenvolvido por dois estúdios, assim como a primeira vez da Raven Software como principal desenvolvedora, já que em jogos anteriores o estúdio deu apoio ao modo multijogador e recursos extras. Presidente da Activision, Rob Kostich, confirmou que Black Ops Cold War será "fortemente conectado" a Modern Warfare e Warzone.
Desenvolvedor da Raven Software Dan Vondrak disse sobre a ideia de múltiplos finais, "quando começamos a criar a história, nós tinhamos múltiplos finais em mente. E isso realmente ajudou [...] Mas nós sabíamos de cara que queríamos fazer isso. Eu absolutamente amei a ideia que poderíamos prestar homenagem ao Black Ops II por ter esses múltiplos finais."

## Marketing
Anúncios e marketing relacionados a um jogo da série Call of Duty tradicionalmente ocorrem entre Abril ou Maio, antes do lançamento durante o outono (no Hemisfério Norte). Entretanto, Activision começou a divulgar teaser de Black Ops Cold War como um jogo de realidade alternativa (ARG) em Agosto de 2020. Vários YouTubers conhecidos da comunidade de Call of Duty receberam diversas caixas. Uma vez que a abertura delas foi autorizada em 10 de agosto de 2020, os influenciadores descobrira um projetor de slides, 10 slides, e um manifesto. Começando em 14 de agosto, foi iniciada a divulgação de Black Ops Cold War, levando os fãs a decifrar cifras e códigos no website pawntakespawn.com através de fitas VHS contendo filmagens da época da Guerra Fria em seus anos correspondentes. Durante a exibição das fitas, em determinados intervalos, aparecem números de dois dígitos em forma de tubos de Nixie na tela, necessários para a resolução das cifras, junto com coordenadas e um código no display do leitor VHS que levava a uma localização no mapa de Warzone.
Em 19 de agosto, uma vez que todas as cifras foram decodificadas, o teaser trailer de Black Ops Cold War foi revelado. O trailer contém segmentos de uma entrevista de 1984 com o ex-informante soviético da KGB Yuri Bezmenov discutindo medidas ativas. A revelação mundial ocorreu em 26 de agosto de 2020.

### Censura
CBR.com reportou que o teaser trailer foi banido na China devido a uma breve aparição dos protestos na Praça da Paz Celestial em 1989. Em vez disso, um trailer editado foi lançado. Andy Chalk, do website PC Gamer escreveu: "Não há dúvidas na ironia de censura ativa em um trailer promocional para um jogo cujo slogan é, literalmente, "Conheça sua história"."

## Lançamento

### Edições especiais
Pré-vendas para todas as edições de Black Ops Cold War dão acesso para a beta aberta, um pacote de armas e o pacote de operador Frank Woods em Call of Duty: Modern Warfare e Call of Duty: Warzone. A Versão Definitiva dá acesso a três pacotes cosméticos adicionais, mais acesso ao Passe de Batalha da Primeira Temporada de Black Ops Cold War. As edições Cross-gen e Definitiva dão aos jogadores de console duas versões do jogo para uso na atual geração de consoles (PlayStation 4 e Xbox One) e na próxima geração (PlayStation 5 e Xbox Series X/S) assim que disponíveis.

### Conteúdo pós-lançamento
Todo o conteúdo para download (DLC) para o jogo, ambos Multijogador e Zumbis, serão completamente grátis. Assim como em Modern Warfare, o jogo terá monetização pós-lançamento através do sistema de Passe de Batalha e pacotes cosméticos através da loja interna do jogo.

## Recepção
Game Informer deu ao jogo uma nota 8,75/10, elogiando a campanha e dizendo: "Se Call of Duty: Black Ops Cold War é excelente em algo, são as opções. Não é incomum para um título da série Call of Duty, mas com uma vasta gama de modos de jogo para inúmeros perfis de jogadores e uma campanha divertida que dá sensação de blockbuster de verão enquanto fica louca e esquisita, ele é uma boa pedida."